# Nicolas d'Estouteville
Nicolas de Valois-Estouteville, seigneur de Villecouvin (ou Villeconin), (1545 - Constantinople 1567) était le fils naturel reconnu[réf. nécessaire] du roi de France François Ier et de Louise Mistresson de La Rieux, Dau, avec une grande probabilité d'être issue[Qui ?] de la famille d'Estouteville. 
Maurice Heim, dans son livre François Ier et les femmes, dit en parlant de Nicolas que le roi de France François Ier eut un fils d'une dame inconnue appartenant à la haute noblesse et ajoute qu'il est le seul bâtard à peu près certain du roi.